# Kermit de Kikker

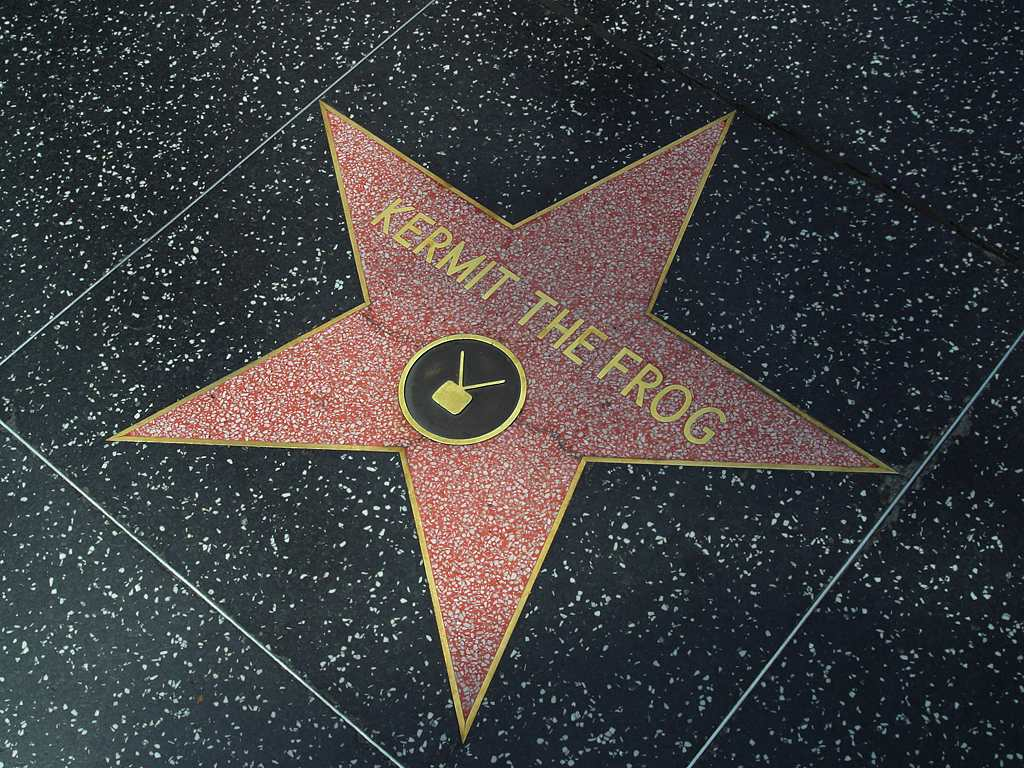
Kermits ster op de Hollywood Walk of Fame

Kermit de Kikker is een muppet die in de jaren vijftig werd bedacht door Jim Henson en nadien een belangrijke rol kreeg in diverse series en films. Hij is een groene muppet die een kikker voorstelt.

## Geschiedenis
Kermit maakte zijn eerste optreden in Sam and Friends uit 1955, een programma van slechts vijf minuten per aflevering. Hij was toen nog geen kikker, maar een ongedefinieerd, op een hagedis gelijkend wezen. Hij was gemaakt van een oude groene jas van Hensons moeder en twee pingpongballen die als ogen dienden. 
In de jaren zestig werd Kermit langzaamaan een kikker. Sindsdien was hij regelmatig in Sesame Street te zien in de rol van journalist. Van 1976 tot 1981 was Kermit tevens de presentator van The Muppet Show. Hij is tevens de enige muppet die een grote rol speelt in zowel dit komische programma als in Sesame Street. Kermit mag echter, sinds The Walt Disney Company in 2004 de rechten van de Muppets kocht, niet meer worden gebruikt in nieuwe Sesame Street-filmpjes. 
Er zijn verschillende films met Kermit erin verschenen, zoals Kermit's Swamp Years. Ook is er een tekenfilmserie over zijn jeugd gemaakt, Muppet Babies.
Kermit is niet het enige Sesamstraat-personage dat in eerste instantie werd vervaardigd uit een oude jas: regisseur Ton Hasebos gebruikte de oude bontjas van zijn echtgenote om de eerste versie van Tommie te maken.

## Acteurs
Jim Henson speelde zelf het personage tot aan zijn dood in 1990, waarna Steve Whitmire het van hem overnam tot hij in 2017 werd ontslagen. Sindsdien is Matt Vogel de officiële poppenspeler van Kermit de Kikker. De Nederlandse stem van Kermit in Sesamstraat en enkele films is die van Wim T. Schippers. In Vlaanderen kreeg Kermit pas in 2011 een stem bij het uitbrengen van de film The Muppets. In deze film werd zijn stem ingesproken door Peter Van den Begin.

## Hollywood Walk of Fame
Op 14 november 2002 kreeg Kermit de Kikker een ster op de Hollywood Walk of Fame. Zijn geestelijke vader Jim Henson had al een ster. Er is maar één ander persoon die deze eer ook te beurt viel, namelijk Mel Blanc: zowel hijzelf als het personage Bugs Bunny, dat hij van een stem voorzag, hebben een ster.

## Trivia
- Hyalinobatrachium dianae is een kikker die in 2015 is ontdekt en volgens de media lijkt op Kermit.
- In Nederland werd de eerste Greenpoint-telefoon 'Kermit' genoemd.